# ویکی‌پدیای فریزی شمالی
ویکی‌پدیای روسینی نسخه زبان فریزی شمالی وبگاه ویکی‌پدیا است.
زبان فریزی شمالی تا ۴ نوامبر ۲۰۱۳ با بیش از ۶٬۰۵۰ مقاله در ردهٔ صد و چهلم ویکی‌پدیاها قرار گرفته است.